# Росток-Холдинг
«Росток-Холдинг» —  агропромислова група, що спеціалізується на вирощуванні та реалізації зернових культур, а також виробництві та продажу молока. Група розвиває молочне тваринництво з 1993 року, рослинництво — з 2003 року.

## Основні напрямки діяльності

### Рослинництво
Земельні банки розташовані у двох областях України — Чернігівській та Сумській. Вирощуються кукурудза, озима пшениця, соняшник, соя та ярий ячмінь. Загальна площа родючої землі — близько 60 000 га.[джерело?]

### Зберігання зернових культур

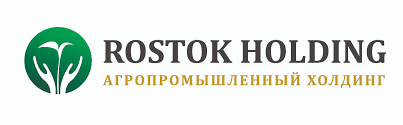
Логотип

«Росток-Холдинг» володіє трьома елеваторами — Глухівським, Ічнянським та Новгород-Сіверським. Станом на сьогодні їх загальні потужності з одноразового зберігання складають 104 тис. тонн.[джерело?]

### Торгівля сільськогосподарськими культурами
На зовнішньому ринку група компаній реалізує кукурудзу, пшеницю продовольчу та фуражну, сою та ярий ячмінь. На внутрішньому — соняшник та ярий ячмінь.[джерело?]

### Тваринництво
Молочні активи (ферми) групи розташовані на території Чернігівської та Сумської областей. Поголів'я ВРХ становить близько 2,7 тис., з них близько 1,3 тис. голів дійного стада.[джерело?] Продуктивність корів складає 8274 літрів на рік. Базова порода — голштинська (молочна).[джерело?]
Загалом, під контролем 17 юридичних осіб групи перебуває 5 тваринницьких ферм та 3 елеваторні комплекси. Головні акціонери — Віктор Купавцев та Віктор Кияновський.[джерело?]

## Арешт активів та передача Агентством з розшуку та менеджменту активів новому Управителю
17 липня 2018 року слідчі Харківського відділу поліції ГУНП в Харківській області розпочали проводити досудове розслідування по кримінальному провадженню за № 42018221430000250. Кінцевим бенефіціарам «Росток-Холдингу» В. Купавцеву та В. Кияновському інкримінували кримінальне правопорушення за ч. 4 ст. 190 Кримінальний кодекс України – «привласнення чужого майна в особливо великих розмірах». На думку слідства, шахрайські дії вказаних осіб призвели до незаконного заволодіння грошовою сумою в розмірі понад 21 млн доларів США (майже 591 млн гривень).
Після того, 28 вересня 2018 року, своїми ухвалами слідчі судді Харківського районного суду Харківської області у справі № 635/4979/18 (провадження № 1-кс/635/2266/2018 та № 1-кс/635/2265/2018) наклали арешт на майно підприємств групи «Росток-Холдинг». При цьому усе арештоване майно, відповідно до статті 98 Кримінально-процесуальний кодекс України, визнавалось речовими доказами.
Уже 30 листопада 2018 року слідчі судді Харківського районного суду Харківської області визначили порядок зберігання речових доказів у кримінальному провадженні від 17 липня. Усі активи та корпоративні права всіх підприємств, що входять до групи «Росток-Холдинг», а також самої компанії ТОВ «Росток-Холдинг», були передані Національне агентство України з питань виявлення, розшуку та управління активами, одержаними від корупційних та інших злочинів (АРМА).
Після передачі активів АРМА відсторонені власники почали незаконно експроприйовувати арештоване майно та, зокрема, напередодні завершення 2018-го року – «тисячі тон зерна». АРМА провело конкурс та визначило нового Управителя активами «Росток-Холдингу» — агрокомпанію I&U Group. 
Інтерв'ю "Цензор.НЕТ" начальника Юридичного департаменту АРМА А. Потьомкіна (17.01.2019)
АРМА тимчасово відсторонило від займаних посад керівників та підписантів всіх підприємств групи «Росток-Холдинг» і призначило нових керівників – Ігоря Сташука, Леоніда Горбатюка, Олексія Німеровського та Віталія Коров’якова.
30 грудня того ж року Агентство у співпраці з силовиками встановило контроль над рухомим та нерухомим майном Групи, відповідно, призначені АРМА нові керівники підприємств групи «Росток-Холдинг» приступили до виконання своїх обов’язків. Інформація про них внесена до Єдиний державний реєстр підприємств та організацій України (ЄДР). 
У січні 2019 року відсторонені керівники намагались у незаконний спосіб змінити відомості в ЄДР; за результатами скарги та подальшого засідання профільної Комісії з питань розгляду скарг у сфері державної реєстрації, Міністерство юстиції України підтримало законність реєстрації Національним агентством України з питань виявлення, розшуку та управління активами, одержаними від корупційних та інших злочинів тимчасово виконуючого обов'язки керівника "Росток-Холдинг" Ігоря Сташука. 
Втім, за повідомленням АРМА, власники агрохолдингу, попри відсутність легітимного статусу, вдались до системного перешкоджання діяльності нового Управителя: відмовляли у доступі до звітного та бухгалтерського ПЗ, документації та печаток підприємств. Крім того, повідомляв сайт АРМА, «невідомі особи, афілійовані з В. Купавцевим та В. Кияновським, незаконно захопили головний офіс «Росток-Холдинг»». У січні 2019-го це призводило до того, що підприємства Групи компаній не могли виплачувати заробітну плату працівникам, плати пайовикам та податки у державний та місцевий бюджети.
На даний момент[коли?] новий Управитель Групи «Росток-Холдинг» проводить інвентаризацію майна та відновлює роботу усіх 17 підприємств агроконцерну.[джерело?]
30 січня 2019 року АРМА уклало офіційний договір управління майном (активами) ТОВ "Росток-Холдинг" з ТОВ «Ай Енд Ю Груп Юкрейн» (I&U Group).